# イラニウトン・ソウザ・モライス・ジュニオール
イラニウトン・ソウザ・モライス・ジュニオール（Iraneuton Sousa Morais Júnior、1986年7月22日 - ）は、ブラジル・マラニョン州サン・ルイス出身のルーマニア人サッカー選手。ポジションはディフェンダー。登録名はジュニオール・モライス（Júnior Morais）、またはジョニオール・マラニョン（Júnior Maranhão）。

## 経歴
2011年1月、ポルトガル2部のSCフレアムンデからルーマニア1部のFCアストラ・ジュルジュに移籍した。
UEFAヨーロッパリーグ 2013-14・予選1回戦のNKドムジャレ戦でUEFAヨーロッパリーグに初出場した。
2017年、FCステアウア・ブカレストに移籍した。
2019年夏、ガズィアンテプFKに移籍した。
2021年、FCラピド・ブカレストに移籍した。
2024年からFCメタログロブス・ブカレストでプレー。リーガ1に昇格した2025-26シーズン、7月11日に38歳11か月20日でリーガ1出場選手最年長記録を更新したが、半月後の7月27日にアストラ時代の元同僚である瀬戸貴幸によって更新された（39歳6か月）。

## 個人成績
| 国際大会個人成績 | 国際大会個人成績     | 国際大会個人成績 | 国際大会個人成績 | 国際大会個人成績 | 国際大会個人成績 | 国際大会個人成績 |
| 年度             | クラブ               | 背番号           | 出場             | 得点             | 出場             | 得点             |
| UEFA             | UEFA                 | UEFA             | UEFA EL          | UEFA EL          | UEFA CL          | UEFA CL          |
| ---------------- | -------------------- | ---------------- | ---------------- | ---------------- | ---------------- | ---------------- |
| 2013-14          | アストラ・ジュルジュ | 13               | 8                | 0                | -                | -                |
| 2014-15          | アストラ・ジュルジュ | 13               | 10               | 0                | -                | -                |
| 2015-16          | アストラ・ジュルジュ | 13               | 6                | 0                | -                | -                |
| 2016-17          | アストラ・ジュルジュ | 13               | 11               | 0                | -                | -                |
| 通算             | UEFA                 | UEFA             | 35               | 0                | -                | -                |